# 몽골
몽골국(몽골어: Монгол Улс, ᠮᠣᠩᠭᠣᠯ
ᠤᠯᠤᠰ 멍걸 올스 듣기 (도움말·정보), 음차: 몽고(蒙古)), 약칭 몽골은 동아시아의 내륙국이다. 면적은 1,564,116km2이며, 인구는 2024년 기준 약 350만 명이다. 북쪽으로 러시아, 남쪽으로 중화인민공화국에 접하여 있다. 수도는 울란바토르로, 몽골의 최대 도시이다.

## 명칭
몽골의 정식 명칭은 몽골 올스(Монгол Улс) 즉, 몽골국(國)이다. '몽골 올스'에서 '몽골'(Монгол)은 '용감한'이라는 뜻을 가진 부족 이름에서 유래된 명칭으로 민족 이름을 뜻하며, '올스'(Улс)는 몽골어로 '나라' 또는 '국가'를 의미한다. 직역하면 '몽골 민족의 나라'라는 뜻이 된다.
중국을 비롯한 한자 문화권에서는 몽골을 몽고(蒙古)라고 부르는 경우도 꽤 있었다. 몽골 제국 원나라의 승상 메르키트 토크토아가 편찬을 주도한 요사에는 1차례, 금사에는 36차례, 송사에는 6차례 몽고(蒙古)의 용례가 확인된다. 같은 한자 문화권인 한국에서도 1980년대까지 주로 몽고라고 불렀다. 그러나 1990년에 대한민국과의 외교 관계를 수립한 몽골 정부가 '몽고'라는 표현은 오랫동안 몽골족에게 시달려왔던 중국인들이 우매할 몽(蒙)과 옛 고(古)를 조합하여 몽골족을 비하하기 위해 만든 단어라며 한국어 국명을 변경해줄 것을 한국 정부에 공식 요청했다.
이에 국립국어원은 1991년 9월 11일에 열린 제1차 정부·언론 외래어 심의 공동위원회를 통해 "'몽고'와 '몽골'이라는 단어를 함께 쓰되 장차 '몽골'로 통일한다"고 결정했다. 덕분인지 2020년대 기준 한국에선 몽고보단 몽골이 더 많이 쓰이고 주류화된 상황이다.

## 역사
중세 들어 칭기즈 칸이 몽골 제국을 건국했으며, 몽골 제국의 제5대 칸인 쿠빌라이 칸 시절에는 국호를 원으로 개칭하였다. 이후 명의 공격을 받고 몽골 지역으로 이동하여 국호를 북원으로 하였다. 청에 복속된 1688년부터는 '외몽골'로 불렸다. 청이 멸망하는 1911년 제1차 혁명을 일으켜 독립했으나 1920년 철폐되었고, 러시아의 10월 혁명에 영향을 받아 1921년 제2차 혁명을 일으켜 1924년 몽골인민공화국을 설립하였다. 그렇게 1991년까지 공산주의 체제였다 민주화되어 1992년부터 현재의 민주공화정 체제인 몽골국이 되었다.
고대 몽골 지역은 흉노·돌궐 등이 지배하였다. 흉노의 정체에 대해선 오늘날까지도 학자들간에 여러 이견과 논쟁들이 있지만, 돌궐 같은 튀르크인 정복자들이 중앙아시아에서 몽골로 건너가 동쪽의 몽골인을 정복한 적도 있어 몽골에서는 흉노와 돌궐도 몽골의 일부 역사로 배운다고 한다. 몽골족의 직계 조상은 몽골 동부 지역에 존재한 동호족 계통인 더더우위·몽올실위이며 약소국이었던 고대 몽골인들은 사서의 문헌적 기록에서도 몽올실위·더더우위로서 가끔 기록이 보일 뿐이다. 당시엔 몽골의 직계 조상인 몽올실위와 더더우위가 고구려와 돌궐에 조공을 보낸 적도 있었다. 고구려가 만주 지역을 정복하고 지두우를 분할하면서 일부 몽골 계통 민족들은 고구려의 지배하에 들어갔으며, 계통이 불분명한 거란 또한 고구려에 복속된 적이 있었다.
몽골족이 세계사적으로 주목받기 시작하는 시점은 13세기 몽골 제국 시기부터이다. 위구르 카간국이 키르기스에 의해 멸망하면서 몽올실위는 독립하였다. 1206년, 보르지긴 테무친이 몽골 지역을 통일하고 쿠릴타이에서 칭기즈 칸으로 즉위하면서 국명을 몽골 제국이라고 하였고, 이후 대제국을 건설했지만 대원·킵차크 칸국 등 여러 나라들로 분열되면서 14세기 말 몽골인 제국은 북원 빼고는 전부 현지 세력에 의해 멸망하였고, 17세기 몽골 세력을 복속시킨 청나라는 몽골 세력을 견제하기 위해 내몽골과 외몽골로 분리시켰다.

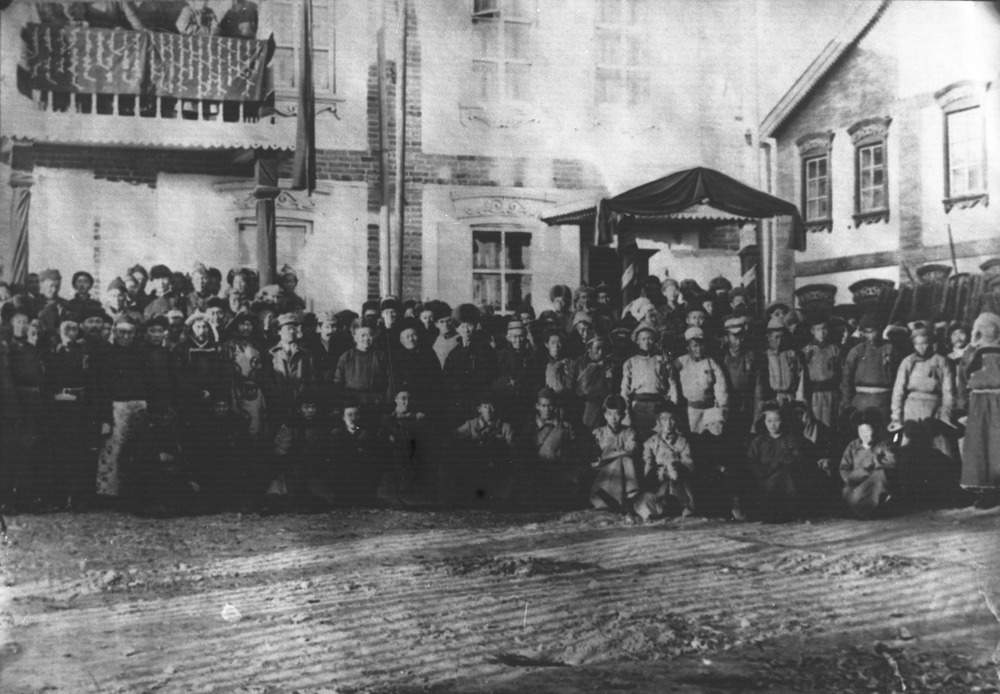
1924년 국가대회의 헌법 채택

1911년 중국에서 신해혁명이 일어나 청나라가 멸망의 길로 들어서자 외몽골은 기회를 잡고 그해 12월 혁명(제1차 혁명)을 일으켜 자치를 인정받았다. 1913년, 티베트와 우르가(울란바토르)에서 몽장 조약을 체결하였고 러시아에서 10월 혁명이 일어나자 1920년에 국민당이 외몽골의 자치를 철폐시켰으나, 그 해에 반중국·민족해방을 목표로 몽골 인민당이 결성되었다. 1921년에 담딘 수흐바타르가 혁명군을 조직하여 제2차 혁명을 일으켜 독립하였다. 몽골은 1924년 11월 26일부터 현재까지 독립 국가 체제를 유지하고 있다.
1924년 11월 26일에는 정부 형태를 군주제에서 인민 공화제로 고쳐 국호를 몽골 인민 공화국으로 정하고, 세계에서 2번째로 공산주의 국가가 되었다. 그 후 소련의 몽골과 중국에 대한 영향력이 강화되었으며, 몽골은 중소 국경 분쟁 발생시 소련을 지원하였다. 1991년 말에 민주화 혁명이 일어났으며, 1992년 2월 13일에 복수 정당제를 원칙으로 하는 헌법을 채택하였다. 또한 계획 경제 체제를 폐기하고 사회적 시장경제 정책을 도입하였다.

## 자연 환경

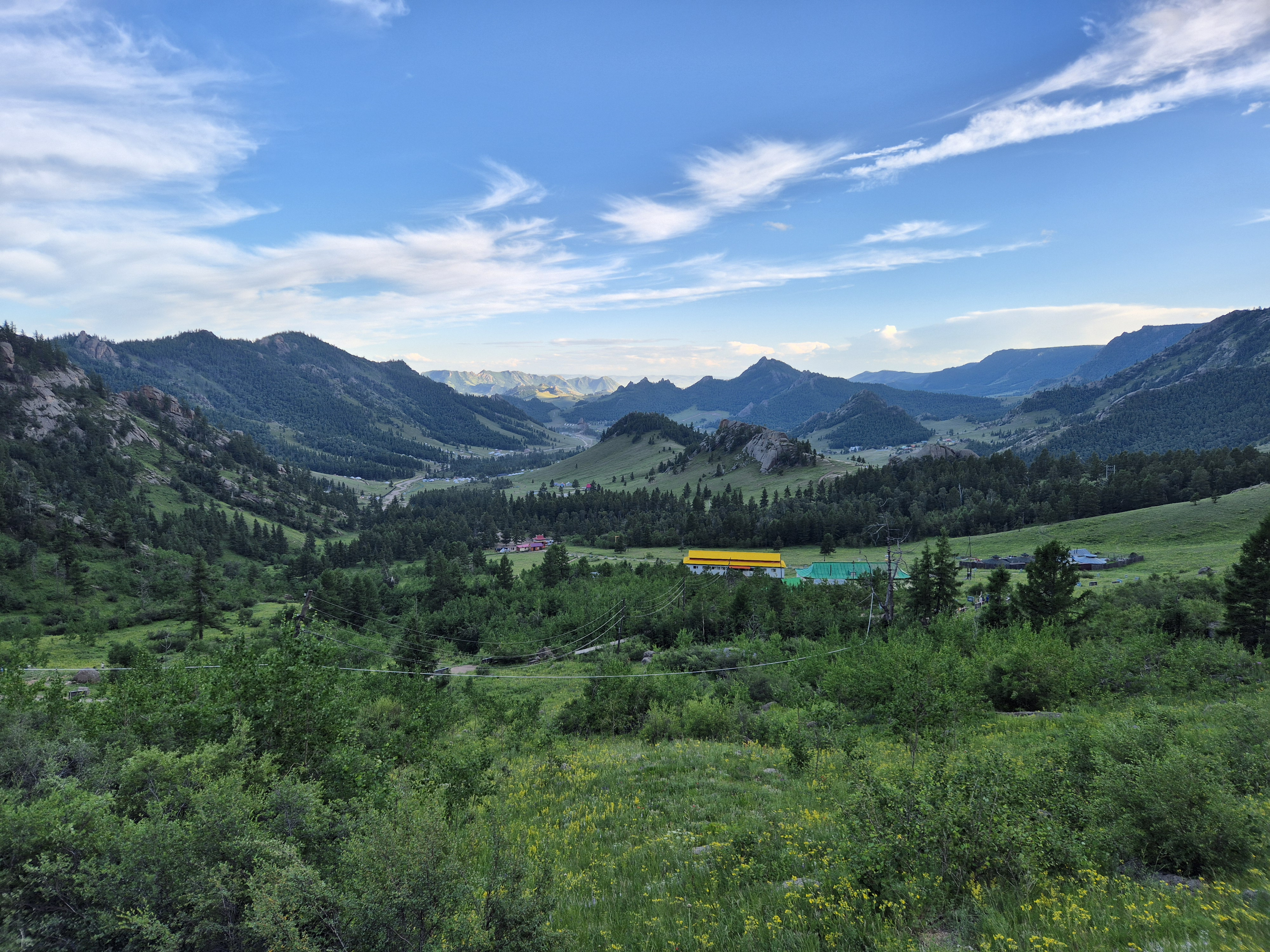
징기스칸 탄생지 근처 테를지의 켄티 산맥

지리적으로 동아시아에 속한다. 국토는 4가지 성격의 지대로 나뉜다. 서쪽은 알타이·항가이라고 하는 큰 산맥, 남쪽은 바위와 모래가 전부인 고비 사막, 동쪽은 아무것도 없는 초원, 북쪽은 후브스굴호와 사람이 뚫고 지나가기 불가능한 시베리아의 남쪽 산림(타이가)으로 이루어져 있다. 해발고도는 평균 1,500m 정도이다.

### 기후
고비사막의 영향을 받아 매우 건조(건조기후)하다. 일년 평균 강수량이 388mm 정도이다. 고비사막에서 발생하는 황사는 중국·한국 등지에서 큰 문제로 작용하고 있다.

## 정치
1924년부터 1991년까지는 소련의 지원을 매우 많이 받은 공산주의 국가였으나 소련이 해체된 후 1992년의 선거를 통해 공산주의를 사실상 폐기하였고 대신 민주공화제를 채택, 총리와 대통령의 권한을 나눈 정치제도로 확립된 이원집정부제로 연임이 가능한 4년 임기의 대통령을 국민 직접선거를 통해 선출하는 헌법을 채택하였다. 나차긴 바가반디 대통령에 이어 2005년부터 남바린 엥흐바야르 대통령이 정권을 이양받았으나 2009년 몽골 대통령 선거에서는 빈곤층의 지지에 힘입어 민주당의 차히아긴 엘베그도르지 전 총리가 대통령으로 당선되어 첫 정권교체를 이룩했으며, 2017년 대통령을 선출하는 선거에서 과거 삼보 선수로 활동한 경력을 갖고 있던 할트마긴 바툴가가 결선 투표 끝에 승리하여 두번째 민주당 출신 대통령이 당선되었고 2017년 7월 10일부터 취임함으로써 동거 정부가 수립되었다.

## 행정 구역

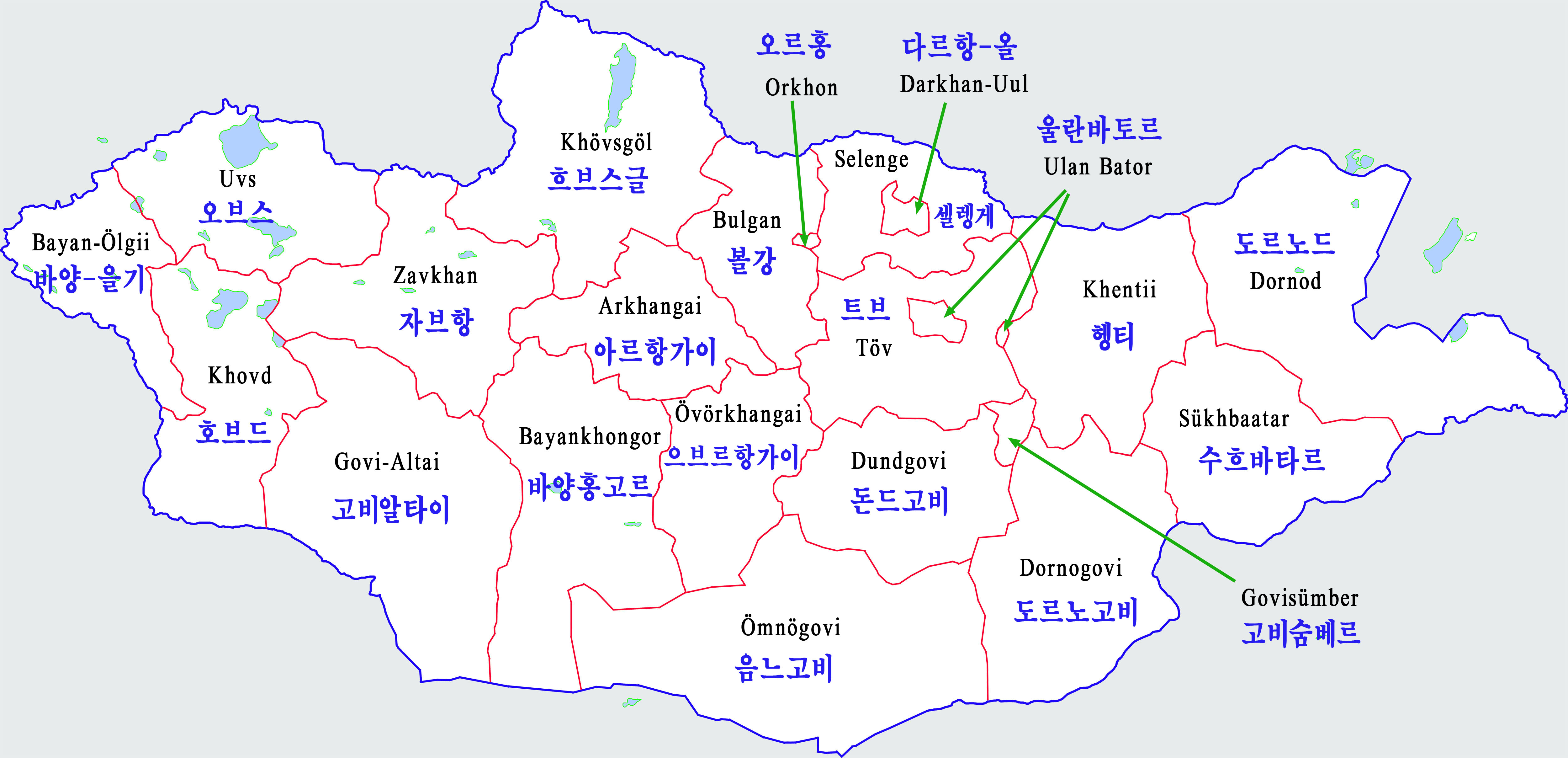
몽골의 행정 구역

몽골은 21개 주로 구성되어 있다.

## 군사
18~25세까지의 남자들은 1년간 복무해야 하지만 생업에 종사하거나 학생, 질병이 있는 자 등은 징병이 면제되며, 현역복무와 병역세 납부 중 양자택일을 할 수 있어 실제 복무율은 낮다. 몽골에서 병역세는 159만 투그릭(한화 70만원 상당)이며 이 돈을 병역세로 납부하면 병역의 의무가 사라진다. 몽골군은 몽골 국군(육군과 육군항공대가 통합)과 국경수비대, 전투경찰(경찰소속)으로 이루어져 있다. 국방 예산은 2019년 기준 약 1.5%정도로 세계 평균보다 약간 낮다.
1. 국방 예산: 2억 1천만 달러 (2019년)
2. 몽골 국군(통합군): 35,000여 명
3. 국경수비대: 8,500여 명
4. 전투경찰(경찰): 20,000여 명

과거 몽골군에는 해군이 있었으나, 해군 사령관 대위 이하 총 병력이 7명에 불과해서 폐지되었다.

## 경제

1인당 GDP 추이

몽골의 경제 활동은 오랫동안 목축업과 농업에 기반을 두어왔으나, 구리·석탄·몰리브덴·주석·텅스텐·금 등의 광물 매장지 개발이 산업 생산의 새 원동력으로 부상하였다.
2022년 기준, 중국은 몽골 수출액의 78%를 차지하며, 몽골 수입 시장의 36%를 차지하는 최대 교역국이다. 몽골 증권거래소는 1991년 울란바토르에서 설립되었으며, 2024년 기준 총 시가총액은 32억 달러, 상장 기업 수는 180개이다.

## 사회

### 인구
몽골의 인구는 2024년 기준 3,544,835명이다. 넓은 영토에 비해 적은 인구를 가지고 있어 전세계의 공식 독립국 중 가장 낮은 인구밀도를 가지고 있다.

### 언어

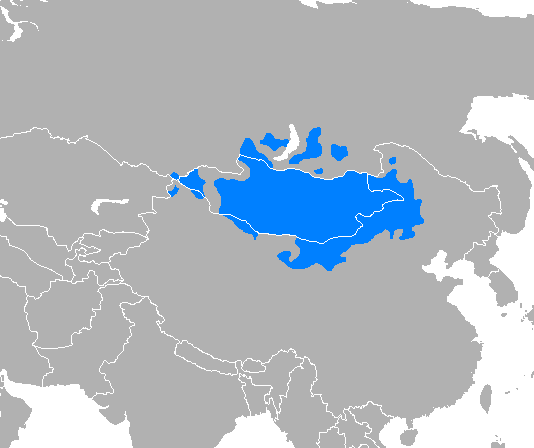
몽골어 사용 지역의 분포

공용어는 몽골어이다. 러시아어는 공산주의 시절, 제2국어 수준으로 널리 가르쳤던 언어였다. 소련 해체 이후에 러시아어를 배우는 사람들이 줄기도 하였으나, 2007년에 블라디미르 푸틴이 몽골을 방문한 이후, 다시 중요한 언어로 각광받기도 하였다. 서쪽에는 소수의 카자흐족들이 카자흐어를 사용하고 있다. 또한, 대한민국·일본과의 활발한 외교관계의 영향으로 한국어·일어를 배우는 몽골인들도 적지 않으며, 지리적으로는 중국과 가까워 중국어 학습자 수도 적지 않다.
몽골어는 알타이제어의 하나로, 넓은 뜻으로는 몽골민족이 과거에 사용했고 또 현재에도 사용하고 있는 몽골계 언어 전반을 가리킨다. 좁은 뜻으로는 위구르계 몽골문자로 쓰인 몽골어 문어를 뜻한다. 현재 몽골어는 키릴 문자를 주로 사용한다. 몽골어의 사용 지역으로는 몽골을 중심으로 중국 변경지구, 아프가니스탄, 볼가강(江) 유역 등이 있다.
현대 몽골어는 동서의 대방언군(大方言群)으로 나뉘고 그 밖에 약간 고립된 방언이 있으나, 지역적 언어차는 별로 심하지 않다. 그러나 2~3개의 고립된 방언은 어형(語形) 변화가 심하여 다른 방언과의 차이가 크다.
몽골어를 대표하는 방언은 동(東)몽골방언군에 속하는 할하어 계(系)의 언어로 현재 몽골 전지역의 공통어 구실을 한다. 할하는 예부터 몽골제국·원나라의 지배 계층이였다. 차하르는 몽골 제국이 남하하여 중국을 정복할 때 내몽골에 살던 몽골계 부족으로 하층 계급이다. 그래서 몽골어를 대표하는 방언은 할하어이며, 차하르어는 거의 잘 사용하지 않는다.
역사적 관점에서 볼 때 몽골어는 13세기부터 17세기에 이르는 중세 몽골어 시대, 17세기부터 현대까지의 근대 몽골어 시대 등 두 시기로 나뉜다.

## 문화

### 종교

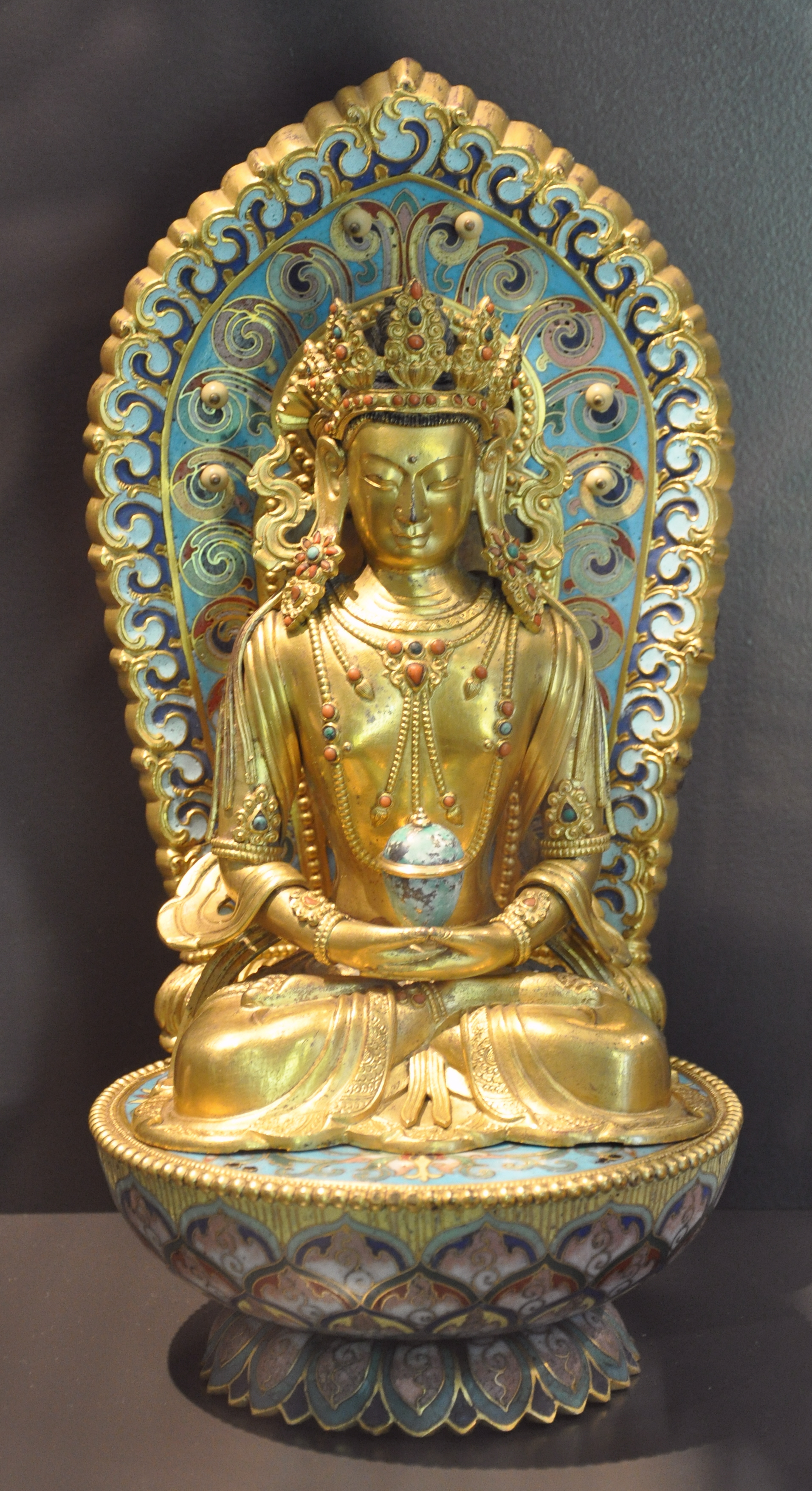
몽골의 불상

몽골인의 주된 종교는 티베트 불교로 역사적으로는 티베트와의 관계가 깊다. 하지만 1992년 선거로 민주화된 이후 개신교가 선교사들에 의해 유입되고 있으며, 그 이전부터 러시아의 영향으로 러시아 정교회 신자들이 소수 있다. 신앙자 분포(비율)는 불교 53%, 이슬람교 3%, 토속종교 3%, 기독교 2%, 무종교 39%이다.

### 스포츠

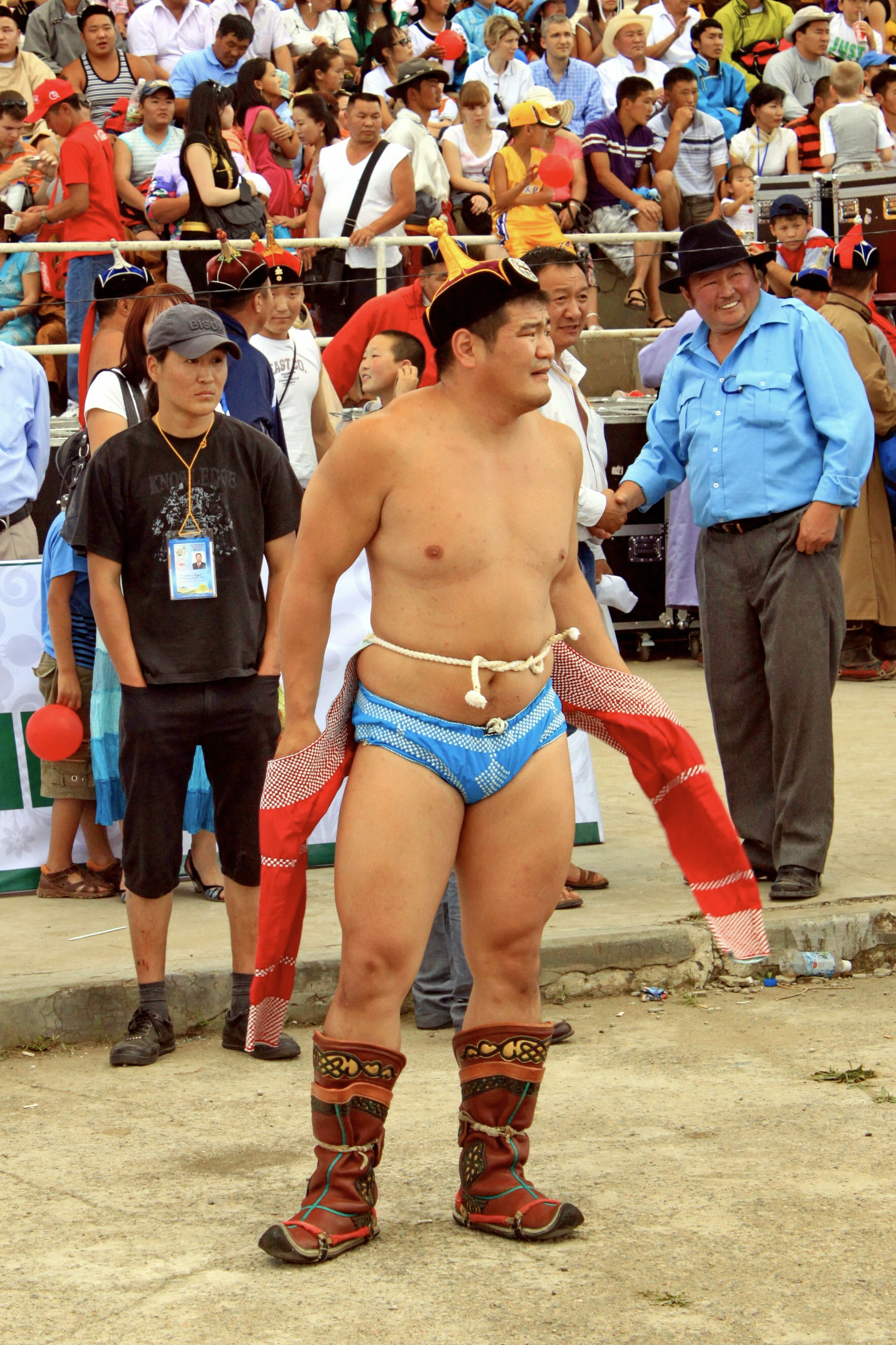
몽골의 브흐 선수

몽골의 전통 무술 브흐는 몽골의 국기(國技)로 정착되어 있다. 체구가 건장한 청년들은 일본에 가서 스모 선수로 등단하기도 한다. 인기 스포츠로는 축구를 꼽을 수 있으며, 몽골 내셔널 프리미어리그가 운영되고 있다.

### 음악
대표적인 몽골 전통 음악은 흐미 창법이다.

## 교통
몽골 횡단 철도가 시베리아의 울란우데(시베리아 횡단 철도와 연결)에서 울란바토르를 거쳐 중국의 얼롄하오터 시를 잇고 있다. 얼롄하오터에서는 선로가 바뀌며 베이징까지 잇는다. 이 철도의 몽골 내 노선은 1,110 km이다. 그 지선 하나는 다르항에서 구리 광산이 있는 에르데네트까지 잇고, 또 다른 지선 하나는 울란바토르에서 구리 광산이 있는 바가누르(몽골어: Багануур)를 잇는다. 그 외에 처이발상 철도가 시베리아 횡단 철도와 접속되어 있다. 몽골정부는 이 두 철도를 연결하는 노선을 건설하려고 하고 있다. 또한 초이발산과 중국 대륙을 연결하는 노선도 추진되고 있다. 2014년 기준, 몽골 철도의 총 길이는 1,815km이며, 철도 밀도는 11.5 km/10,000km2이다. 자동차 도로는 잘 발달되어 국내 항공로와 마찬가지로 각 주를 통과한다. 국내 항공로는 중국·러시아와 연결되어 있다. 몽골의 차량은 약 21만 대이다.

### 항공
수도 울란바토르에서 가까운 중앙도(툽아이막)에 몽골 유일의 국제공항인 칭기즈 칸 국제공항이 있다.

## 같이 보기
- 재몽골 한국인(영어판)
- 몽골 제국
- 몽골어
- 몽골 음식
- 몽골반

### 몽골
- (몽골어/영어) 몽골 대통령 홈페이지
- (영어) Mongolia Travel Guide
- (영어) The UB Post 몽골의 독립 신문 / 주간지
- (몽골어/영어/러시아어/중국어/…) 몽골 국영통신사 몬차메 (몽골리아 투데이)
- GMNnews 한국어로된 몽골 및 제 3, 4세계 소식지

### 대한민국
- 주몽골 대한민국 대사관
- (몽골어/한국어) 주한 몽골 대사관
- 몽골 한인회

### 해외
- (영어) 론리플래닛의 정보(몽골편)
- (영어) CIA의 세계 정보(몽골편)

| 몽골의 역사      | 몽골의 역사           | 몽골의 역사 |
| 이전 시대        | 몽골 1992년 2월 13일~ | 다음 시대   |
| ---------------- | --------------------- | ----------- |
| 몽골 인민 공화국 | 몽골 1992년 2월 13일~ |             |